# Palau de Vērgales
El Palau de Vērgales (Vērgales muižas pilsen letó) és un palau a la històrica regió de Curlàndia, a la parròquia de Vērgale del municipi de Pāvilosta de Letònia. Originalment construït al segle xviii, va ser remodelat pel Baró von Behr el 1837 en estil neoclàssic i amb un ampli jardí. L'edifici allotja l'escola primària de Vērgales.«Vērgales muiža» (en letó). [Consulta: 13 març 2015].